# Sidi Larbi Cherkaoui
Pour les articles homonymes, voir Cherkaoui.
Œuvres principales
Rien de rien
Foi
Tempus fugit et In memoriam
Zero Degrees
Origine
Sidi Larbi Cherkaoui, né à Anvers le 10 mars 1976, est un danseur et chorégraphe belge néerlandophone de danse contemporaine. Il fait partie de la nouvelle génération émergente des chorégraphes flamands formés autour notamment d'Alain Platel et des Ballets C de la B et d'Anne Teresa De Keersmaeker à la fin des années 1990. Adepte d'une danse relativement physique notamment en termes de capacités de souplesse des membres, il collabore fréquemment avec de nombreux autres chorégraphes tels que Akram Khan et son complice de longue date Damien Jalet.
En résidence à la Toneelhuis d'Anvers depuis 2007, Sidi Larbi Cherkaoui y a fondé en janvier 2010 la compagnie Eastman. Il a dirigé le ballet royal des Flandres de 2015 à 2022 puis a pris la tête du ballet du Grand Théâtre de Genève.

## Biographie
Sidi Larbi Cherkaoui est d'origine marocaine par son père, arrivé de Tanger dans la vague de l'immigration des années 1960 et flamande par sa mère. Enfant, il va à l'école coranique, pratique le dessin et reproduit les toiles des maîtres flamands,. C'est sous l'influence de vidéos de Kate Bush, a-t-il déclaré, qu'il va s'intéresser à la danse. Ouvert à toutes les formes d'expression chorégraphique, il ne commence la danse qu'à l'âge de seize ans, alors que la plupart des danseurs ont déjà plusieurs années de pratique derrière eux. En 1995, le danseur reçoit le premier prix pour le meilleur solo de danse belge à Gand, un concours lancé par Alain Platel.
Après des débuts de danseur et chanteur dans des spectacles de variété à la télévision belge, il fait sa formation professionnelle de danse contemporaine aux P.A.R.T.S. de 1996 à 1999, fondés par la chorégraphe Anne Teresa De Keersmaeker,. Parallèlement à sa formation contemporaine, il travaille avec des compagnies de hip-hop et de modern jazz en Belgique. Son style reste marqué par cette époque, notamment en raison de ses capacités peu ordinaires de souplesse voire de réel contorsionniste.
Sidi Larbi Cherkaoui fait partie de cette jeune génération d'artistes néerlandophones et francophones qui représente une nouvelle vague dans le milieu de l'art chorégraphique belge et européen. Membre de Les Ballets C de la B (les Ballets Contemporains de la Belgique), compagnie de danse située à Gand en Belgique, Cherkaoui y participe en tant que danseur mais également en tant que chorégraphe. Sa première pièce en tant que chorégraphe est intitulée Anonymous Society et s'apparente à une comédie musicale où il danse sur des chansons de Jacques Brel. Il recevra pour cette création trois prix internationaux et verra sa carrière lancée auprès des institutions européennes qui décident rapidement de le programmer. Sidi Larbi Cherkaoui se révèle alors réellement au grand public en 2000, avec une pièce d'envergure, Rien de rien, qui l'imposera immédiatement sur la scène de la danse contemporaine,,. Dès lors son travail s'attache aux notions de multiculturalité et de différence,.
Très apprécié par la critique internationale, surtout européenne, Sidi Larbi Cherkaoui travaille avec les plus grandes compagnies et les plus grands théâtres qui lui commandent des chorégraphies. Peuvent être cités le Grand Théâtre de Genève ou encore les Ballets de Monte-Carlo. Par son ouverture à toutes les formes d'art scénique, le répertoire de Cherkaoui est fortement personnel, théâtral et éclectique, avec par exemple l'utilisation fréquente du plain-chant avec son complice Damien Jalet qu'il a rencontré lors de Rien de rien. Les créations de Cherkaoui sont presque toujours en relation avec l'exploration de l'identité qu'elle soit culturelle, religieuse, ethnique, ou sexuelle,. De même, pour certaines chorégraphies, dont Ook, il travaille avec des danseurs et des comédiens handicapés psychiques et mentaux issus du Theater Stap. Le comédien trisomique Marc Wagemans intègre ensuite sa troupe. Une autre constante de Cherkaoui est l'humour, utilisé dans les mots, les gestes, et la musique,.
En 2005, Sidi Larbi Cherkaoui crée et danse un duo important avec Akram Khan, Zero Degree, qui rencontrera un succès mondial pour les deux chorégraphes montants des années 2000,,. Il s'autonomise alors en 2006 des Ballets C de la B en s'installant en résidence à la Toneelhuis d'Anvers. En 2007, il travaille avec le plasticien Gilles Delmas sur une installation intitulée La Zon-Mai et créée pour la Cité nationale de l'histoire de l'immigration, qui consiste en une maison de toile sur les faces de laquelle est projetée en boucle une mosaïque de performances chorégraphiques de vingt-un danseurs filmées dans leurs propres maisons. L'esprit de ce travail est repris en partie l'année suivante dans le spectacle Origine de 2008 mettant en scène les thèmes de l'immigration et du départ, des gestes du quotidien et du chez-soi. Également 2007, il part dans le sud de la Chine travailler avec des moines du monastère Shaolin, pour l'écriture de son spectacle Sutra qu'il crée en collaboration avec le sculpteur Antony Gormley.
L'année 2010, marque une importante transition dans la carrière de Sidi Larbi Cherkaoui avec la fondation en janvier de sa nouvelle compagnie dénommée Eastman qui est en résidence à la Toneelhuis d'Anvers. Il complète également cette même année avec un spectacle rempli d'humour intitulé Babel (Words) créé en collaboration avec Damien Jalet, qui remporte un vif succès, un triptyque informel initié en 2003 avec Foi et continué en 2007 avec Myth sur « la quête du salut » et le lien entre l'homme et Dieu,. En 2011, le réalisateur britannique Joe Wright fait appel à lui pour chorégraphier les scènes de danse du film Anna Karénine. Pour 2013, il reçoit la commande du ballet de l'Opéra de Paris de revisiter le Boléro de Maurice Ravel.
Sidi Larbi Cherkaoui prend la direction artistique du Ballet royal de Flandre à Anvers en septembre 2015 tout en conservant celle de sa compagnie Eastman. En 2016, il présente, avec Damien Jalet, dans le cadre du 70e Festival d'Avignon (cour d'honneur), la reprise du spectacle Babel 7.16.

En 2018, il reçoit le XVe Prix Europe Réalités Théâtrales, à Saint-Pétersbourg, avec cette motivation :
Créateur d’un théâtre-danse sans frontières artistiques, géographiques ni de genre, Sidi Larbi Cherkaoui, en trouvant des relations de toute sorte, sait construire des spectacles ‘de l’âme’ possédant une grande beauté formelle et ayant un fort impact émotif. Ses créations mettent en danse l’Occident et l’Orient, le monde de la danse et celui de l’art contemporain, celui des arts martiaux chinois ou l’imaginaire des mangas japonais, des mondes d’outre-tombe étrangement lumineux où à travers le chant on peut rechercher l’harmonie, ou bien de belles visions perturbantes d’une genèse future, pour n’évoquer que certaines de ses oeuvres. Le langage du corps, les mouvements, l’utilisation des espaces et des objets, son approche conceptuelle vis-à-vis de la danse font de chaque création de Sidi Larbi Cherkaoui un événement scénique dont le langage atteint un trait stylistique particulier, parfait et vraiment captivant
Après sept années à la direction de l'institution flamande, le ballet du Grand Théâtre de Genève annonce, le 17 juin 2021, que Sidi Larbi Cherkaoui est nommé à sa tête, en succession de Philippe Cohen, à partir de 2022.

### Vie privée
Il est homosexuel et végétalien.

## Chorégraphies
- 1999 : Anonymous Society
- 2000 : Rien de rien

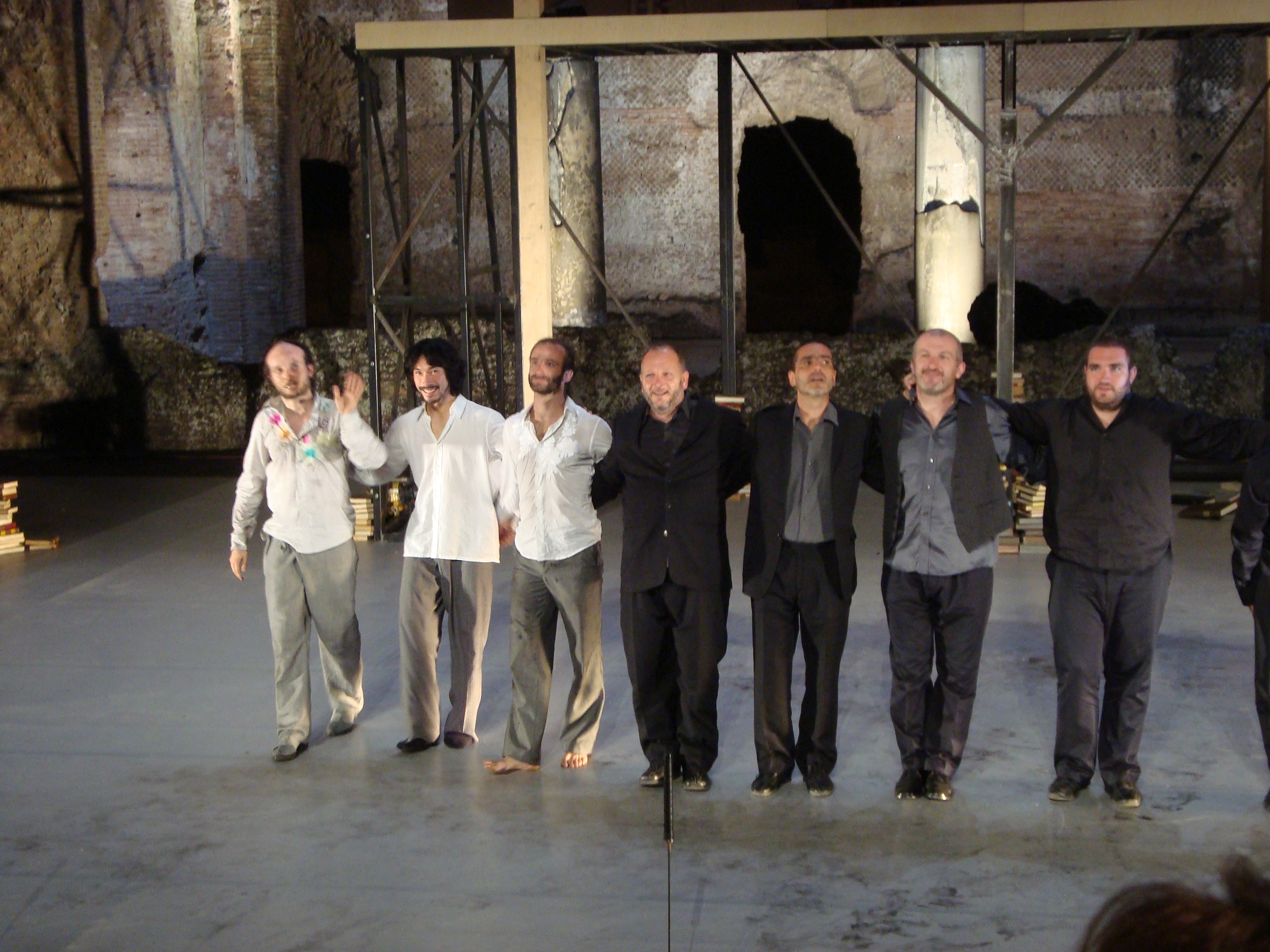
Lors des applaudissements dApocrifu avec les membres du groupe A Filetta sur la droite.

- 2002 : It de Wim Vandekeybus en collaboration avec Ultima Vez.
- 2002 : Ook pour le Theater STAP en collaboration avec Nienke Reehorst.
- 2002 : D'avant en collaboration avec Damien Jalet, Luc Dunberry, Juan Kruz Diaz De Garaio Esnaola (coproduction Sasha Waltz & Guests, les Ballets C de la B et Schaubühne am Lehniner Platz).
- 2003 : Foi
- 2004 : Tempus fugit créé lors du Festival d'Avignon
- 2004 : In memoriam pour les Ballets de Monte-Carlo avec l'ensemble polyphonique corse A Filetta
- 2005 : Loin pour le ballet du Grand Théâtre de Genève
- 2005 : Zero Degrees crée et dansé avec Akram Khan
- 2005 : Je t'aime tu sais en collaboration avec Damien Jalet
- 2006 : Corpus Bach en collaboration avec Nicolas Vladyslav
- 2006 : Mea Culpa pour les Ballets de Monte-Carlo
- 2006 : End pour le Ballet Cullberg
- 2007 : L'Homme de bois pour le Ballet royal danois
- 2007 : Myth avec l'Ensemble Micrologus
- 2007 : Apocrifu pour La Monnaie avec l'ensemble polyphonique corse A Filetta
- 2008 : Origine avec l'Ensemble Sarband
- 2008 : Sutra en collaboration avec Antony Gormley
- 2009 : Dunas en collaboration avec María Pagés
- 2009 : Orbo novo pour le Cedar Lake Contemporary Ballet de New York
- 2010 : Babel (Words) en collaboration avec Damien Jalet et Antony Gormley
- 2011 : Play sur une idée de Pina Bausch avec Shantala Shivalingappa, danseuse indienne de kuchipudi
- 2011 : TeZukA[22]
- 2012 : Puz/zle avec A Filetta et Fadia El-Hage
- 2013 : Boléro d'après Ravel en collaboration avec Marina Abramovic et Damien Jalet pour le Ballet de l'Opéra de Paris
- 2013 : m¡longa en collaboration avec Nelida Rodriguez de Aure
- 2014 : 生长genesis sur une commande de Yabin Wang[23]
- 2014 : Shell Shock, a Requiem of War en collaboration avec Nicholas Lens (musique) et Nick Cave (textes)
- 2014 : Noetic
- 2015 : Fractus V
- 2016 : Casse-noisette, mise en scène de Dmitri Tcherniakov, pour l'Opéra Garnier, chorégraphies créées en collaboration avec Arthur Pita et Edouard Lock[24].
- 2016 : Qutb
- 2016 : Babel 7.16 reprise de Babel (Word) au Festival d'Avignon
- 2016 : Les Indes galantes, chorégraphie de l'opéra-ballet de Jean-Philippe Rameau
- 2016 : Ravel, commande du Ballet royal de Flandre[25]
- 2016 : Icon
- 2017 : Mosaic
- 2017 : Requiem, chorégraphie du Requiem de Gabriel Fauré pour l'opéra de Gand
- 2017 : Satyagraha
- 2017 : Memento mori pour les Ballets de Monte-Carlo
- 2018 : Stoic
- 2018 : Pelléas et Mélisande
- 2019 : Session créé et dansé avec Colin Dunne
- 2019 : Nomad
- 2020 : 3S (trois solos)
- 2023 : Idomeneo

## Distinctions
- 1999 : Fringe First Award et le Total Theatre Award à Édimbourg ainsi que le Barclay Theatre Award à Londres pour Anonymous Society
- 2002 : Prix Nijinski à Monte-Carlo, dans la catégorie nouveau chorégraphe émergent pour Rien de rien
- 2009 : Prix Kairos[26], distinction décernée chaque année par l'Alfred Toepfer Stiftung de Hambourg à « une personnalité créative qui donne une importante impulsion à l'art et à la culture en Europe »
- 2014 : UnitedHumans Award (corécipiendaire avec Damien Jalet)
- 2018 : Prix Europe pour le théâtre - Prix Europe Réalités Théâtrales[27]
- 2018 : Commandeur dans l'Ordre de la Couronne[28]
- 2019 : Commandeur de l'Ordre des arts et des lettres (chevalier, 2013)
- 2024 : Nommé baron par le roi Philippe[29].